# Balacra
Balacra är ett släkte av fjärilar. Balacra ingår i familjen björnspinnare.

## Dottertaxa tillBalacra, i alfabetisk ordning[1]
- Balacra affinis
- Balacra alberici
- Balacra ashantica
- Balacra aurivilliusi
- Balacra basilewski
- Balacra batesi
- Balacra belga
- Balacra brunnea
- Balacra caeruleifascia
- Balacra compsa
- Balacra congoensis
- Balacra conradti
- Balacra curriei
- Balacra damalis
- Balacra daphaena
- Balacra decora
- Balacra diaphana
- Balacra distincta
- Balacra ehrmanni
- Balacra elegans
- Balacra elegantissima
- Balacra erubescens
- Balacra fenestrata
- Balacra flavimacula
- Balacra fontainei
- Balacra furva
- Balacra germana
- Balacra glagoessa
- Balacra gloriosa
- Balacra guillemei
- Balacra haemalea
- Balacra herona
- Balacra humphreyi
- Balacra inflammata
- Balacra intermedia
- Balacra jaensis
- Balacra kivensis
- Balacra laureola
- Balacra longimaculata
- Balacra magna
- Balacra melaena
- Balacra micromacula
- Balacra monotonia
- Balacra nigripennis
- Balacra oblitterata
- Balacra ochracea
- Balacra oreophila
- Balacra preussi
- Balacra pulchra
- Balacra punctata
- Balacra rattrayi
- Balacra rubricincta
- Balacra separata
- Balacra similis
- Balacra simplex
- Balacra simplicior
- Balacra speculifera
- Balacra speculigera
- Balacra stigmatica
- Balacra tamsi
- Balacra testacea
- Balacra ugandae
- Balacra umbra
- Balacra vitreata
- Balacra vitreigutta